# タオカス語
タオカス語（タオカスご）はオーストロネシア語族台湾諸語に属する言語である。漢字で道卡斯語と表記される。台湾のタオカス族により話される。日本統治時代、研究や調査のため、伊能嘉矩（1897）、小川尚義（1905）、宮本延人（1931） 、淺井惠倫（1936） など、日本の学者は新港社（現在の苗栗県後龍鎮）に行った。第2次世界大戦後、日本の土田滋（1982）、台湾の李壬癸（1982）、湯慧敏（1996） 、タオカス族出身の劉增榮（1997） と劉秋雲（2000）など、また記録と研究をし続け、タオカス語の資料が保存される。現在主に台湾苗栗県の後龍鎮に話者が分布している。近年、昔の学者の調査や記録や高齢者の話者によって、テキストを編集し、劉秋雲先生がタオカス語教室の講師として、タオカス語の復興を目指している。町内に単語の看板が飾られ、辞典も絵本も出版されたので、消滅言語とは言えない。

## 日常会話
Kala niu. 　
カラ　ニユ　
意味:挨拶、こんにちは。
Tana yanan haiyo?
タナ　ヤナン　ハイヨ
意味：お名前は？
Hanuk a yanan ka Kaisanan.
ハヌク　ア　ヤナン　カ  カイサナン
意味：私の名前はカイサナンです。
Ina mahina niu?
イナ　マヒナ　ニユ
意味：あなたはどこに行きますか？
patay
バダイ
意味：祖霊祭り
’uman ki ka’an.
ウマン　キ　カ　アン
意味：ご飯を頂く。
Law'an.
ラウ　アン
意味：頑張れ。または、ありがとう。